# Linwood, Kansas
Linwood är en ort i Leavenworth County i Kansas. Vid 2010 års folkräkning hade Linwood 375 invånare.